# Кошо
Кошо́ (бел. Кашо́) — озеро в Городокском районе Витебской области Белоруссии.

## Географическое положение
Расположено в 4 км на северо-запад от города Городок в бассейне реки Усыса (приток Оболи), которая вытекает из озера под названием Горожанка (бел. Гараджанка).
Около озера расположены деревни Погост, Большое и Малое Кошо, Ковалёвцы, Сазоненки, Узкое.

## Название
Название имеет финно-угорское происхождение. Слово «Кошо» происходит либо от фин. kaso, koso или эст. kaha — «верх, куча», либо от фин. koho — «вздутость, пена, трясина».

## Описание
Площадь озера составляет 4,15 км². Длина — 6,41 км при наибольшей ширине 1,26 км. Площадь водосбора 60,1 км². Наибольшая глубина 17,1 м, средняя — 3,5 м. Береговая линия извилистая, длиной 21,7 км. Объём воды в озере — 14,4 млн м³.
Котловина лощинного типа, лопастной формы, вытянутая с запада на восток. Склоны котловины пологие, высотой 2—6 м, пологие, супесчаные и суглинистые, распаханные, местами покрытые лесом и кустарником. Северные склоны крутые, достигают 10 м в высоту. Берега низкие, песчаные, поросшие кустарником, местами заболоченные.
Подводная часть котловины состоит из восточного (глубиной 5,9 м), центрального (9 м) и западного (17,1 м) плёсов. На озере два острова общей площадью около 0,4 га. Мелководье песчаное, плоская центральная часть дна покрыта сапропелем.
Водная масса стратифицирована в западном и центральном плёсах. Минерализация воды составляет 140—150 мг/л, прозрачность — 1 м, цветность — 40°.
Озеро Кошо слабопроточное, эвтрофное.

## Флора и фауна
Прибрежная растительность распространяется до глубины 1,5 м. Ширина её полосы варьируется от 10 до 100 метров. Наиболее сильно зарастает восточный залив. Подводная растительность (уруть, рдесты, роголистник) простирается до глубины 2,4 м.
В водоёме обитают лещ, щука, густера, плотва, окунь, краснопёрка, линь, карась, налим, уклейка. В 2020 году проводилось зарыбление сазаном, щукой и белым амуром.
На озере отмечены гнездовья большого крохаля.